# Veľké Ozorovce
Veľké Ozorovce (Hongaars: Nagyazar) is een Slowaakse gemeente in de regio Košice, en maakt deel uit van het district Trebišov.
Veľké Ozorovce telt 749 inwoners.